# Kirriemuir
Kirriemuir, schottisch-gälisch: Cearan Mhoire, ist eine Kleinstadt in der schottischen Council Area Angus. Lokal wird sie aufgrund ihrer roten Häuser (Old-Red-Sandstein) auch Wee Red Toon („Kleiner roter Ort“) genannt.
Kirriemuir liegt rund acht Kilometer nordwestlich von Forfar und 23 Kilometer nördlich des Zentrums von Dundee am Bairie Burn, der über Dean Water, Isla und Tay in die Nordsee entwässert. Der in den grönländischen Stauning Alper gelegene Berg Kirriemuir ist nach der Stadt benannt.

## Geschichte
Kirriemuir liegt am Fuße der Highlands. Von den Hügeln nördlich der Kleinstadt bietet sich ein guter Fernblick, dessentwegen die Region frühzeitig besiedelt war. Hiervon zeugen beispielsweise die Überreste des eisenzeitlichen bis frühmittelalterlichen Hillforts Castle Hill. Von einer dauerhaften Besiedlung Kirriemuirs wird spätestens seit dem Mittelalter ausgegangen. Hiervon zeugen unter anderem verschiedene piktische Symbolsteine, unter anderem der St.-Orlands-Stein und die drei Symbolsteine von Kirriemuir.
Als nördlichste Befestigungslinie der römischen Besatzung Schottlands wurde im 1. Jahrhundert die Gask-Ridge-Linie errichtet. Kirriemuir liegt etwa auf halbem Weg zwischen dem Kastell Cardean an der Mündung des Dean Waters in den Isla und dem Kleinkastell Inverquharity an der Mündung des Prosen Water in den South Esk. Direkt nördlich von Kirriemuir ist ein rund 1,1 Kilometer langes Teilstück einer Römerstraße als Bodendenkmal geschützt. Das Lager Battledykes befand sich östlich von Kirriemuir.
In Glamis, südlich von Kirriemuir, entstand im frühen 15. Jahrhundert das bedeutende Glamis Castle. Es geht auf einen älteren Wehrbau zurück, der vor 1376 errichtet wurde. Das westlich gelegene Balfour Castle wurde im 16. Jahrhundert errichtet. Die klassizistische Villa Downie Park House stammt aus dem Jahre 1805.
Bis 1928 hieß die heutige Council Area Angus Forfarshire. Ihr administratives Zentrum Forfar befand sich nur acht Kilometer südöstlich. Aus Kirriemuirs Beinamen Gateway to the glens („Tor zu den Tälern“) leitet sich eine strategische Bedeutung ab, welche bereits die Römer mit ihren Glen-Blocker-Kastellen erkannt hatten. Unter den Earls of Home wurde Kirriemuir als Burgh of Barony installiert.
Kirriemuir entwickelte sich mit der Handweberei und später der Juteverarbeitung. Die Webkunst der ansässigen Bevölkerung besaß in den vergangenen Jahrhunderten eine gewisse Bekanntheit. Noch heute ist es Standort textilverarbeitender Betriebe. Des Weiteren ist die Landwirtschaft auf den fruchtbaren Böden der Umgebung von Bedeutung. Das Rezept des überregional bekannten Kirriemuir Gingerbreads wurde in den 1940er Jahren an Bells’s Food verkauft.
Zu den bedeutendsten Söhnen Kirriemuirs zählt der Schriftsteller J. M. Barrie, dessen international bekanntestes Werk die Kindergeschichte Peter Pan ist. Barrie stiftete eine Camera obscura auf dem 189 Meter hohen Kirrie Hill. Eine Peter-Pan-Statue erinnert an den berühmten Einwohner. Der National Trust for Scotland betreut Barries Geburtshaus, das besichtigt werden kann. Der Musiker Bon Scott (AC/DC) wuchs in Kirriemuir auf, wurde jedoch in Forfar geboren. Der Schauspieler David Niven gab Kirriemuir als Geburtsort an, wurde jedoch tatsächlich in London geboren.
Im Laufe des 19. Jahrhunderts lebten nach 1831 mehr als 4000 Personen in Kirriemuir. 1871 wurden 1897 Männer und 2493 Frauen gezählt, von denen 2937 in Kirriemuir selbst und 1453 im damaligen Vorort Southmuir, der zwischenzeitlich absorbiert wurde, lebten. Im 20. Jahrhundert sank die Einwohnerzahl auf 3486 im Jahre 1961 und steigt seitdem. Im Zuge der Zensuserhebung 2011 wurden 6085 Einwohner gezählt.

## Verkehr
In Kirriemuir beginnt die nach Tealing führende A928. Die Hauptverkehrsstraße bildet jedoch die von Forfar (Anschluss an die A90) nach Blairgowrie and Rattray (Anschluss an die A93) führende A926.
Zwischen 1861 und 1952 verfügte Kirriemuir über einen Bahnhof entlang der Scottish Midland Junction Railway. Die Strecke wurde zwischenzeitlich abgetragen und das Bahnhofsgebäude entfernt.

## Söhne und Töchter der Stadt
- Hugh Munro (1856–1919), Diplomat und Bergsteiger, Namensgeber der Munros
- J. M. Barrie (1860–1937), Schriftsteller
- David Wilkie (1882–1938), Mediziner
- William Ogilvy Kermack (1898–1970), Biochemiker und Mathematiker
- Sam Scrimgeour (* 1988), Ruderer
- Scott McKenna (* 1996), Fußballspieler